# Еджидіо Каллоні
Еджидіо Каллоні (італ. Egidio Calloni, нар. 1 грудня 1952, Бусто-Арсіціо) — італійський футболіст, що грав на позиції нападника, зокрема, за клуб «Мілан». 

## Клубна кар'єра
Народився 1 грудня 1952 року в місті Бусто-Арсіціо. Вихованець футбольної школи клубу «Інтернаціонале».
Свій перший дорослий контракт уклав 1970 року з «Варезе», утім у дорослому футболі дебютував наступного року виступами на умовах оренди за «Вербанію». 
1972 року повернувся до «Варезе», де швидко став одним з основних нападників. У сезоні 1973/74, забивши 15 голів, став найкращим бомбардиром Серії B, чим привернув увагу представників вищолігових італійських клубів.
1974 року став партнером досвідченого Джанні Рівери у ліній нападу «Мілана». Відразу став основною ударною силою нової команди. У своєму першому сезоні в Мілані відзначився 11-ма голами у чемпіонаті, а в наступному забив 13 разів, ставши в обох випадках найкращим бомбардиром «россонері». Однак згодом його результативність скоротилася, а відповідно знизився і його статус у команді, де він поступово почав використовуватися насамперед в кубкових іграх. 1977 року нагадав про свій бомбардирський хист, ставши разом із партнером по команді Джорджо Бральєю із шістьма забитими голами найкращим бомбардиром тогорічного розіграшу Кубка Італії і допомігши «Мілану» здобути цей трофей.
За рік після цього кубкового тріумфу, у 1978, залишив міланську команду і перейшов до «Верона», за яку провів одін сезон, після чого ще протягом року грав без особливих успіхів на рівні найвищого дивізіону за «Перуджу». 
1980 року став гравцем друголігового «Палермо», в якому нагадав про свої бомбардирські здібності, забивши 11 голів у 29 іграх. Утім спроба наступного року повернутися до Серії A у складі «Комо» не була вдалою, і після сезону, в якому він лише вісім разів виходив на поле і забив два голи, Каллоні завершив професійну кар'єру.
Згодом до 1984 року ще пограв за аматорські «Івреа» та «Меццомерико».

## Виступи за збірну
1974 року провів 5 матчів і забив 2 голи за другу збірну Італії.

## Титули і досягнення

### Командні
- Володар Кубка Італії (1):

«Мілан»: 1976-1977

### Особисті
- Найкращий бомбардир Серії B (1):

1973-1974 (15 голів)
- Найкращий бомбардир Кубка Італії (1):

1976-1977 (6 голів, разом із Джорджо Бральєю)